# Rhodopina tuberculicollis
Rhodopina tuberculicollis là một loài bọ cánh cứng trong họ Cerambycidae.